# 名力集團

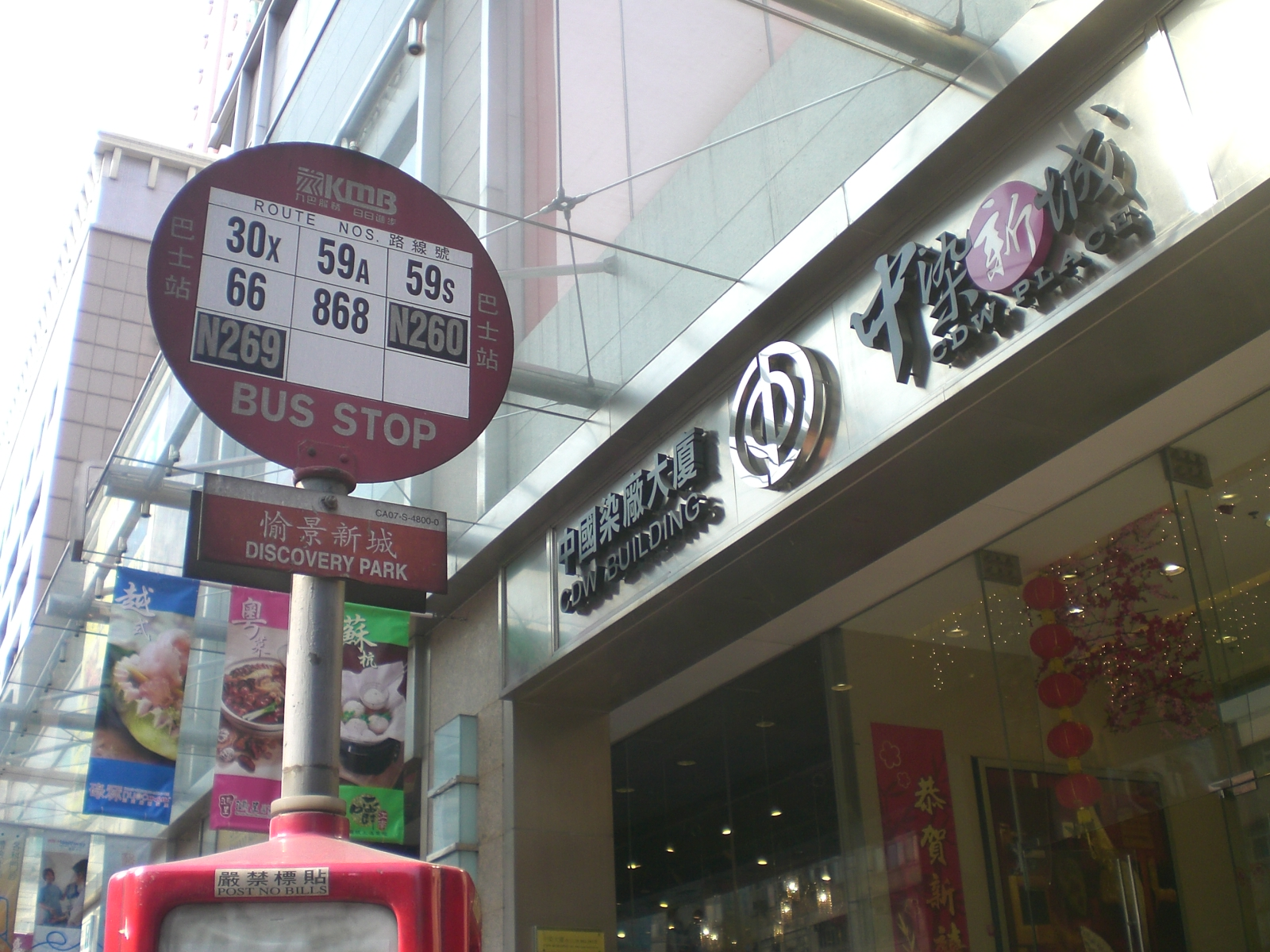
名力集團之旗下物業: 香港興業愉景新城及中國染廠大廈

名力集團控股有限公司（除牌當時為0478.HK），前香港上市公司，創辦於1988年，主要業務投資紡織、金融、地產等行業。
1988年，名力集團在香港交易所主板上市，由已故查濟民出任主席。
本集團也投資了和摩根士丹利及中國建設銀行共同成立中國國際金融有限公司。2001年，受到全球科網股爆破，本公司進行大規模私有化正式退出香港股市。
2007年，名力集團以10億港元收購亞洲電視股權。
2009年10月名力集團成立一間新公司－Osbert Hotels Ltd.，以經營度假、酒店、竹泉莊
- 興勝創建

## 外部連結
- minglyhk.com （页面存档备份，存于）
- [永久]